# Konrad Fabian
Konrad Fabian (* 12. März 1878 in Schwarzwasser bei Teschen; † 31. März 1945 in Graz) war ein österreichischer Mittelschullehrer.

## Leben
Fabian war von 1904 bis 1907 an der Realschule in Teschen ungeprüfter Supplent. 1913 legte er an der Universität Graz die Lehramtsprüfung (Naturgeschichte etc.) ab. Von 1913 bis 1919 war Fabian an verschiedenen steirischen Mittelschulen Supplent. Zwischen 1919 und 1945 war er Professor an der 2. Bundesrealschule (Lichtenfelsgasse), in Graz. Am 31. März 1945 kam er bei einem Luftangriff ums Leben.
Fabian war wissenschaftlich interessiert und betätigte sich im Naturwissenschaftlichen Verein für Steiermark.

## Veröffentlichungen
- Über einige Porphyrite und melaphyre des Fassa- und Fleimsertales. In: Mitteilungen des naturwissenschaftlichen Vereins für Steiermark. Jahrgang 39, 1903, S. 122–156 (zobodat.at [PDF; 2,3 MB]).
- Das Miozänland zwischen Mur und Stiefling bei Graz. In: Mitteilungen des naturwissenschaftlichen Vereins für Steiermark. Jahrgang 42, 1906, S. 1–21 (zobodat.at [PDF; 1,6 MB]).